# موریس گرین
 موریس گرین (انگلیسی: Maurice Greene؛ زادهٔ ۲۳ ژوئیهٔ ۱۹۷۴) یک ورزشکار اهل ایالات متحده آمریکا است. وی در بازی‌های المپیک ۲ مدال و در مسابقات جهانی ۳ مدال کسب کرده‌است.